# Le Sire de Fisch Ton Kan
Le Sire de Fisch Ton Kan — французская песня, написанная в мае 1871 года Полем Бурани (1845—1901) на музыку Антонена Луи.
Песня была написана в период Парижской коммуны 1871 года, когда тогдашний император Франции, Наполеон III, вместе со своим некомпетентным генштабом привёл Францию к поражению под Седаном, когда он сам попал в плен, а в Париже вскипели революционные волнения. Это стало переломным моментом в Франко-прусской войне и де-факто полным поражением Франции.

## История песни
Автором слов является популярный во второй половине XIX-го века французский драматург, актёр и эстрадный певец Поль Бурани. Он также был автором более чем 70 популярных песен, самыми известными из которых были Les pompiers de Nanterre, Le Sire de Fisch ton kan и La Fauvette du temple (музыка Андре Мессажера, 1885). Он также был либреттистом классического композитора Эмманюэля Шабрие и его оперетты «Le roi malgré lui» (премьера состоялась в Опере-Комик в 1887 году).
Композитором этой песни был Антуан Магделейн Луи, известный как Антонин Луи (ум. в 1915 году), который также сотрудничал с Бурани в «Les Pompiers de Nanterre», пьесе, настолько популярной, что её даже играл для французских военнопленных прусский военный оркестр, под звуки которого они маршировали.
В кратчайшие сроки после создания, песня стала неимоверно популярна во Франции, ведь она являлась острой сатирой на непопулярного императора Наполеона III, хотя напрямую его в песне и не называют, его можно индефицировать по насмешливому прозвищу «Бадингет», которое ему присвоил Виктор Гюго. Это прозвище происходит от имени рабочего, в чью одежду он облачился во время побега из форта Хэм в 1846 году, где он провёл в общей сложности около 6 лет.

### Содержание
В шести куплетах песни высмеивается дипломатия императора, его военная доблесть и интерес к артиллерии, его сын, его желание быть императором, его сексуальные способности и, наконец, катастрофа под Седаном. Есть даже пародия на слова «Partant pour la Syrie», национального гимна Второй империи.

### Происхождение названия
В песни император получил титул «Le Sir de Fisch ton Kan», что является особой игрой произношения слов на французском, что может звучать как «убирайся», адресованное ему и императорской семье. На русский можно перевести как «князь фон отсю да», где «фон», немецкий предлог, обозначающий в имени благородное дворянское происхождение, является искажённой завуалированной формой «вон», а остальная часть как и на французском есть подражание китайским названиям. В оригинальном названии есть отчетливые китайские обертоны, ‘Тон Кан’ звучит как китайский город Тонкин. Вторая империя проявляла интерес ко всему восточному: у императрицы Евгении была знаменитая лакированная комната во дворце Фонтенбло, привезенная из Китая, а знаменитая китайская комическая оперетта Оффенбаха «Ба-Та-Клан» (1855) имела огромный успех во времена Второй империи.

### Влияние на искусство
В оппозиционных кругах Наполеон III и Вторая империя были сильно «запятнаны» этой китайской кампанией, так опера-буффа французского композитора Эмманюэля Шабрие, бывшая сатирой на человека и режим, получила название «Le Sire de Fisch-Ton-Kan». Она была написана в 1873 году (и так после конца империи) Эмманюэлем Шабрие и Полем Верленом с сюжетом, полным китайских отсылок. Один из главных персонажей в нем называется «Пеликан», тонко замаскированный пасквиль графа де Паликао, главнокомандующего французскими войсками в Китае в 1860 году, генерала Кузена де Монтобана, который отличился, разгромив маньчжурские войска при Паликао (отсюда и почетный титул).
Однако использование одного и того же названия для обоих произведений любопытно, потому что в отличие от оперетты, песня не содержит явно китайского содержания. Поскольку Бурани и Шабрие сотрудничали в 1880-х годах, они, вероятно, знали друг друга и раньше, таким образом использование одного и того же имени может быть результатом их сотрудничества в более ранние годы, несмотря на это, точная причина выбора Бурани китайского имени для Наполеона III в 1871 году остается неясной.

## Текст песни и перевод
| · | Этот раздел нужно дополнить. Пожалуйста, улучшите и дополните раздел. (17 апреля 2021) Комментарий: художественный перевод песни |
| Le Sire de Fisch Ton Kan | |
| Автор слов | Paul Burani |
| Оригинальный текст | Дословный машинный перевод |
| (1-й куплет) Il avait un’ moustache énorme, Un grand sabre et des croix partout, Partout, partout ! Mais tout ça c’était pour la forme, Et ça n’servait à rien du tout, Rien du tout, C’était un fameux capitaine Qui t’nait avant tout à sa peau, A sa peau ! Un jour il voit qu’son sabre l’gêne, Aux ennemis, il en fait cadeau, Quel beau cadeau ! (Припев) V’la le sir’ de Fisch-ton-Kan Qui s’en va-t-en guerre, En deux temps et trois mouv’ments, Badinguet, fisch’ton camp, L’pèr’, la mèr’, Badingue, A deux sous tout l’paquet, L’pèr’, la mèr’, Badingue, Et le p’tit Badinguet. (2-й куплет) Enfin, pour finir la légende, De c’monsieur qu’on croyait César, Croyait César ! Sous ce grand homm’ de contrebande, V’la qu’on n’trouve plus qu’un mouchard, Qu’un mouchard ! Chez c’bohomm’là, tout était louche, Et la moral’ de c’boniment, C’est qu’étant porté sur sa bouche Il devait finir par Sedan. (Припев) V’la le sir’ de Fisch-ton-Kan Qui s’en va-t-en guerre, En deux temps et trois mouv’ments, Badinguet, fisch’ton camp, L’pèr’, la mèr’, Badingue, A deux sous tout l’paquet, L’pèr’, la mèr’, Badingue, Et le p’tit Badinguet. | (1-й куплет) У него были огромные усы, Большая сабля и кресты везде, Всюду, всюду! Но все это было для формы, И это не имело никакого значения, вообще ничего, Он был знаменитым капитаном Кто рождает тебя прежде всего в своей шкуре, Имеет свою шкуру! Однажды он видит, что его сабля мешает ему, Врагам, он делает из нее подарок, Какой прекрасный подарок! (Припев) Сир Фиш-тон-Кан Кто идет на войну, В два хода и в три хода, Бадингет, фиштоновский стан, Отец, мать, Бадингет, Имеет два под весь пакет, Отец, мать, Бадингет, и маленький Бадингет. (2-й куплет) Наконец, чтобы закончить легенду, О том, что мы верили Цезарю, Верили Цезарю! Под этим великим контрабандистом, Жаль, что не найдешь ничего, кроме жучка, Только жучка! В этом доме все было подозрительно, B мораль его заключалась в том, Что, будучи надетым на рот, Он должен был закончить Cедан. (Припев) Сир Фиш-тон-Кан Кто идет на войну, В два хода и в три хода, Бадингет, фиштоновский стан, Отец, мать, Бадингет, Имеет два под весь пакет, Отец, мать, Бадингет, и маленький Бадингет. |